# Jacques Grimonpon
Jacques Grimonpon (Tourcoing, 1925. július 30. – Lège-Cap-Ferret, 2013. január 23.) francia válogatott labdarúgó.
Tagja volt a francia labdarúgó-válogatottnak, amely részt vett az 1954-es labdarúgó-világbajnokságon.

## Sikerei, díjai
- Lille OSC
  - Francia bajnok: 1945-46
- Lyon
  - Francia másodosztály bajnoka: 1950-51